# Presidenti del Tagikistan
I Presidenti del Tagikistan (in tagico Президенти Ҷумҳурии Тоҷикистон?) dalla nascita della Repubblica del Tagikistan, nel 1991, ad oggi sono i seguenti:
| #   | Presidente (nascita-morte) | Presidente (nascita-morte)              | Mandato           | Mandato           | Mandato            | Partito                                     |
| #   | Presidente (nascita-morte) | Presidente (nascita-morte)              | Inizio            | Fine              | Durata             | Partito                                     |
| --- | -------------------------- | --------------------------------------- | ----------------- | ----------------- | ------------------ | ------------------------------------------- |
| 1   |                            | Qahhor Mahkamov (1932-2016)             | 30 novembre 1990  | 31 agosto 1991    | 274 giorni         | Partito Comunista del Tagikistan            |
| –   |                            | Qadriddin Aslonov(1947-1992) ad interim | 31 agosto 1991    | 23 settembre 1991 | 23 giorni          | Partito Comunista del Tagikistan            |
| 2   |                            | Rahmon Nabiev (1930-1993)               | 23 settembre 1991 | 6 ottobre 1991    | 13 giorni          | Partito Comunista del Tagikistan            |
| –   |                            | Akbarşoh Iskandarov(1951) ad interim    | 6 ottobre 1991    | 2 dicembre 1991   | 57 giorni          | Partito Comunista del Tagikistan            |
| (2) |                            | Rahmon Nabiev (1930-1993)               | 2 dicembre 1991   | 7 settembre 1992  | 280 giorni         | Partito Comunista del Tagikistan            |
| –   |                            | Akbarşoh Iskandarov(1951) ad interim    | 7 settembre 1992  | 20 novembre 1992  | 74 giorni          | Partito Comunista del Tagikistan            |
| –   |                            | Emomalī Rahmonov (1952)                 | 20 novembre 1992  | 16 novembre 1994  | 2 anni, 300 giorni | Partito Democratico Popolare del Tagikistan |
| 3   |                            | Emomalī Rahmon (1952)                   | 16 novembre 1994  | in carica         | –                  | Partito Democratico Popolare del Tagikistan |